# Cova de Sant Ignasi
La Cova de Sant Ignasi (també coneguda com Santa Cova de Manresa) és un conjunt arquitectònic que es troba al municipi de Manresa (Bages) i està declarat bé cultural d'interès local.
Formen el conjunt una església barroca i un edifici modern d'estil classicista. Aquest conjunt té com a nucli la cova o balma que Ignasi de Loiola va escollir com a lloc de pregària durant la seva estada a Manresa l'any 1522.
Juntament amb el Pont Vell romànic i la silueta gòtica de la Seu, constitueix una de les imatges clàssiques de l'entrada a la ciutat de Manresa.

## Història

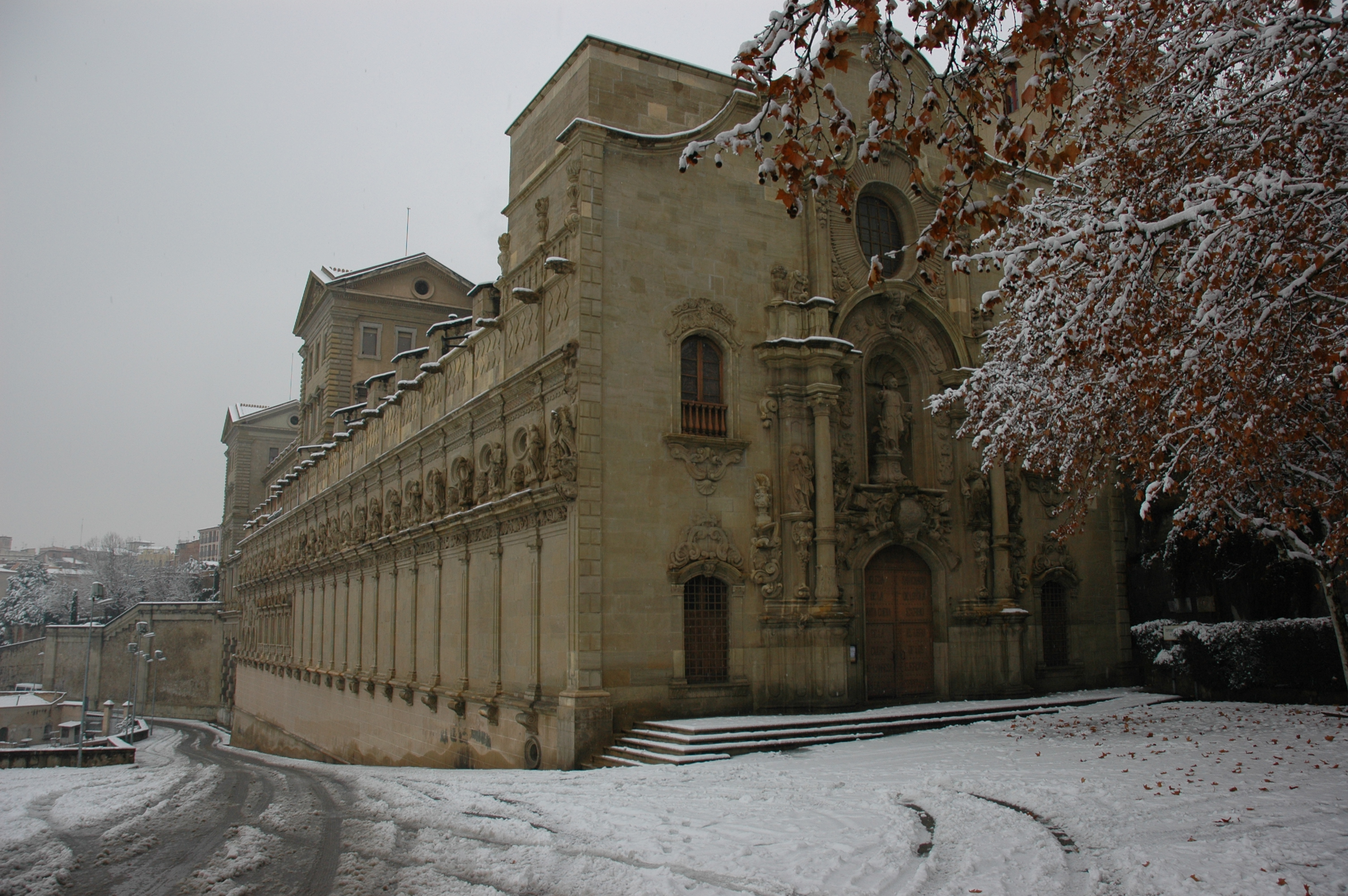
L'entrada a l'església a la nevada del gener de 2006

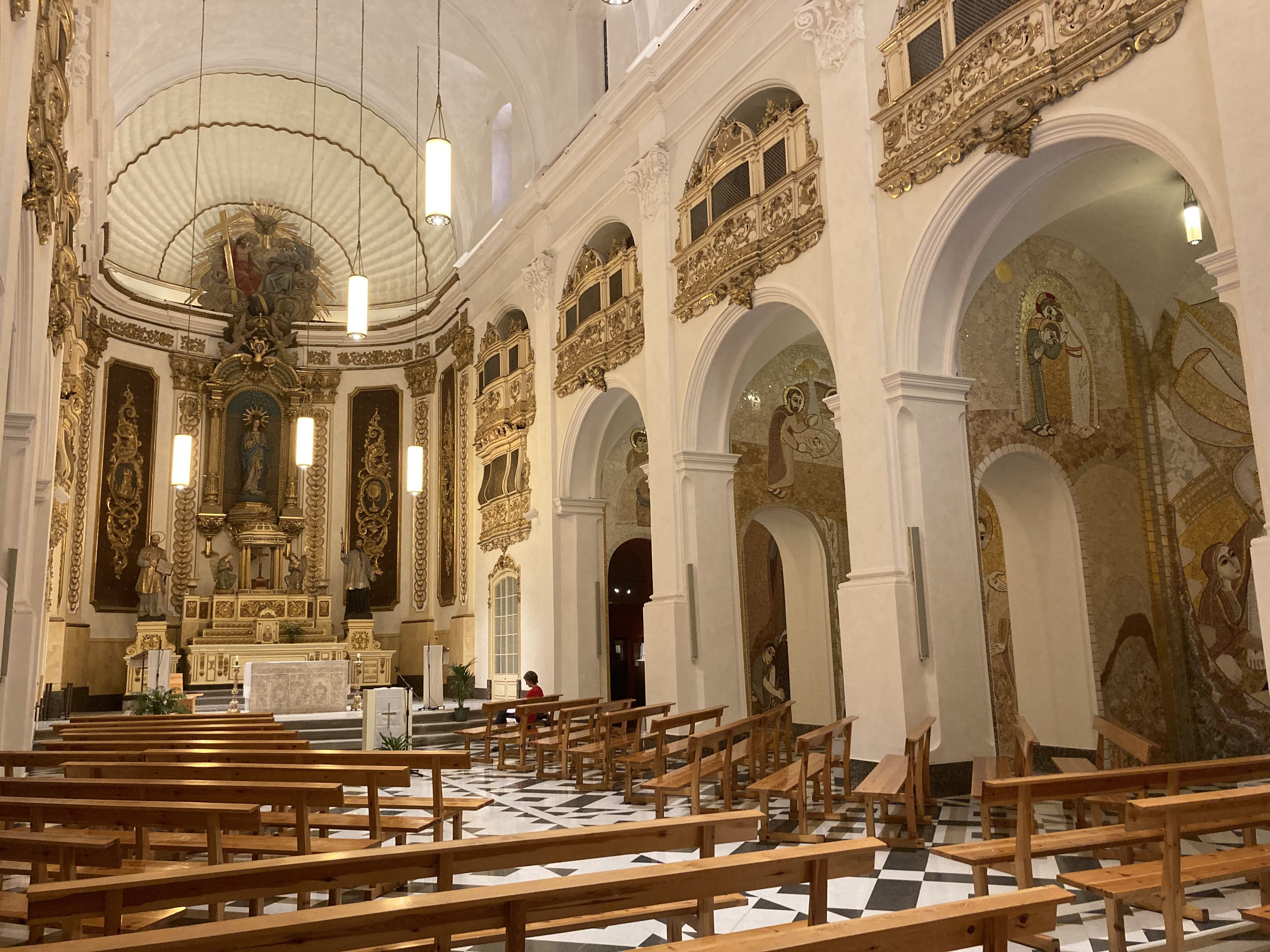
Interior de l'Església de la Cova de Sant Ignasi decorada amb mosaics de Marko Rupnik a les naus laterals

Edificat al puig de Sant Bartomeu, el conjunt va néixer per venerar el lloc on, segons la tradició, es va recloure sant Ignasi de Loiola a pregar i fer penitència durant el seu sojorn a la ciutat del 25 de març de 1522 a principis de febrer de 1523, en una de les balmes formades per l'erosió de les aigües del Cardener, tornant del seu pelegrinatge a Montserrat, i on va escriure les parts essencials dels Exercicis Espirituals.
A finals del segle xvi es desperta l'interès pels llocs ignasians i es comença a venerar la Cova. Es col·loca una creu al cim de la roca i es tanca la balma amb una porta.
El 1603 es basteix al costat de la cova una capella dedicada a Sant Ignasi. La marquesa d'Aitona donà a la Companyia els terrenys de la cova, damunt la qual, ampliada, fou construïda una capella. La creença d'haver suat sang el 1627 el Crist de la Creu del Tort, venerat a la cova, n'augmentà la devoció dels fidels. Del 1660 al 1678 hi fou edificada una torre per a casa d'exercicis espirituals i per acollir els pelegrins que venien a la Cova.
Després fou enriquit l'interior de la cova amb una fastuosa decoració en alabastre (1671) obra dels escultors manresans Joan i Francesc Grau (pare i fill) i de llur deixeble Josep Sunyer, que esculpiren el retaule amb marbre blanc i negre a finals del segle xvii. El relleu del Rapte de Sant Ignasi a la Santa Cova de Manresa, obra de Joan Grau i peça destacada de la iconografia ignasiana, correspon a aquest moment (1666).
El 1720 foren col·locats uns originals estucs del germà Sesé. L'arquitecte vigatà Josep Morató en construí l'església (1759-63), una mostra típica de l'arquitectura jesuítica i considerat el principal conjunt barroc del Bages, que no fou decorada fins després de la restauració de la Companyia (1860-64).
La façana és molt notable, disposada a la manera d'un gran retaule. La presideix una imatge de Sant Ignasi dempeus, vestit de penitent i portant a la mà el llibre dels Exercicis. L'interior, d'una sola nau i amb passadissos laterals, conté escultures de Joan Flotats i pintures de Sebastià Gallés, amb un cert to neorococó. El 1844 es beneí l'església.
Aleshores hom dedicà el lloc a tercera provació, segon noviciat dels jesuïtes, i l'any 1894 s'enderroca l'antiga residència i hi fou iniciada la construcció d'un gran edifici d'inspiració neoclàssica, segons un projecte de Ferran Martorell, una residència dels pares jesuïtes. Compta amb una important biblioteca especialitzada.
Entre 1915 i 1918 s'hi portà a terme la reforma del vestíbul de la cova o avantcova, que donà lloc a la decoració actual. Va ser realitzada pel jesuïta Martí Coronas amb un estil postmodernista. Els relleus en bronze dels laterals, que representen episodis de la vida d'Ignasi de Loiola, són de Carles Flotats segons dissenys del mateix Martí Coronas. Van ser realitzats a Barcelona pels fonedors Romolo Staccioli i Gabriel Bechini El mur del fons, que emmmarca el pas de l'avantcova a la Cova, és decorat amb àngels en bronze de gran format, obra de Josep Llimona.
S'hi troben també vitralls de la casa Mauméjean i mosaics que representen àngels portant inscripcions.
El sagrari de la cova està decorat amb un esmalt que representa el naixement de Jesús, obra de l'esmaltadora Maria Noguera. Presideix l'altar de la cova el relleu del Rapte de Sant Ignasi a la Santa Cova de Manresa.
Entre el 1964 i el 1969 es van fer reformes a l'edifici conventual. El conjunt va ser rehabilitat a principis de la dècada de 1990 per l'arquitecte Francesc Xavier Asarta i Ferraz.
El 2022, coincidint amb el 500 aniversari de l'estada de sant Ignasi de Loiola a Manresa, Marko Rupnik va elaborar uns mosaics inspirats en els Exercicis Espirituals per tot l'interior del temple.
Entre les obres d'art contemporani exposades a l'església sobresurt així mateix una pintura de Montserrat Gudiol que representa Sant Ignasi com a pelegrí (1991)

## Descripció
Conjunt d'edificis religiosos format per l'església, la Cova i la casa convent, bastits en èpoques successives.

### L'Església, l'avantcova i la cova
L'església és un edifici barroc, mostra de l'arquitectura jesuítica. És d'una nau amb passadissos laterals i capelles, per damunt de les quals corren unes tribunes amb gelosies barroques. Les exuberants façanes barroques contrasten amb la contenció decorativa, correcció de línies i proporció de mides de l'espai interior, de remarcable unitat d'estil.
La façana de l'Església és exuberant d'un gran barroquisme, però amb gran correcció de línies, unitat d'estil i proporció de les dimensions. La part més ricament treballada és la zona del portal amb un gran arc florit coronat per una finestra ovalada, a manera de sol irradiant coronada per una estructura triangular a manera de teulada. A sota la teulada, un arc que arranca o imposta en unes columnes laterals; sota de l'arc una fornícula amb la imatge d'un sant, i al dessota el portal d'accés decorat en la part superior per un ric escut. A ambdós costats d'això, una estructura ornamental formada per dues pilastres amb sants adossats i una columna enmig.
Als costats d'aquesta gran decoració, obertures de finestres repetides simètricament.
L'avantcova és un corredor d'unió entre l'església i la coveta. Hi ha una fastuosa decoració amb marbres, mosaics, estucs, vidrieres i metalls. D'estil postmodernista imperial en les façanes. A les seves parets hi ha uns relleus en bronze realitzats entre 1915-1918 i
A l'altar de la cova hi ha el retaule d'alabastre barroc, realitzat per Joan i Francesc Grau.

### El Convent

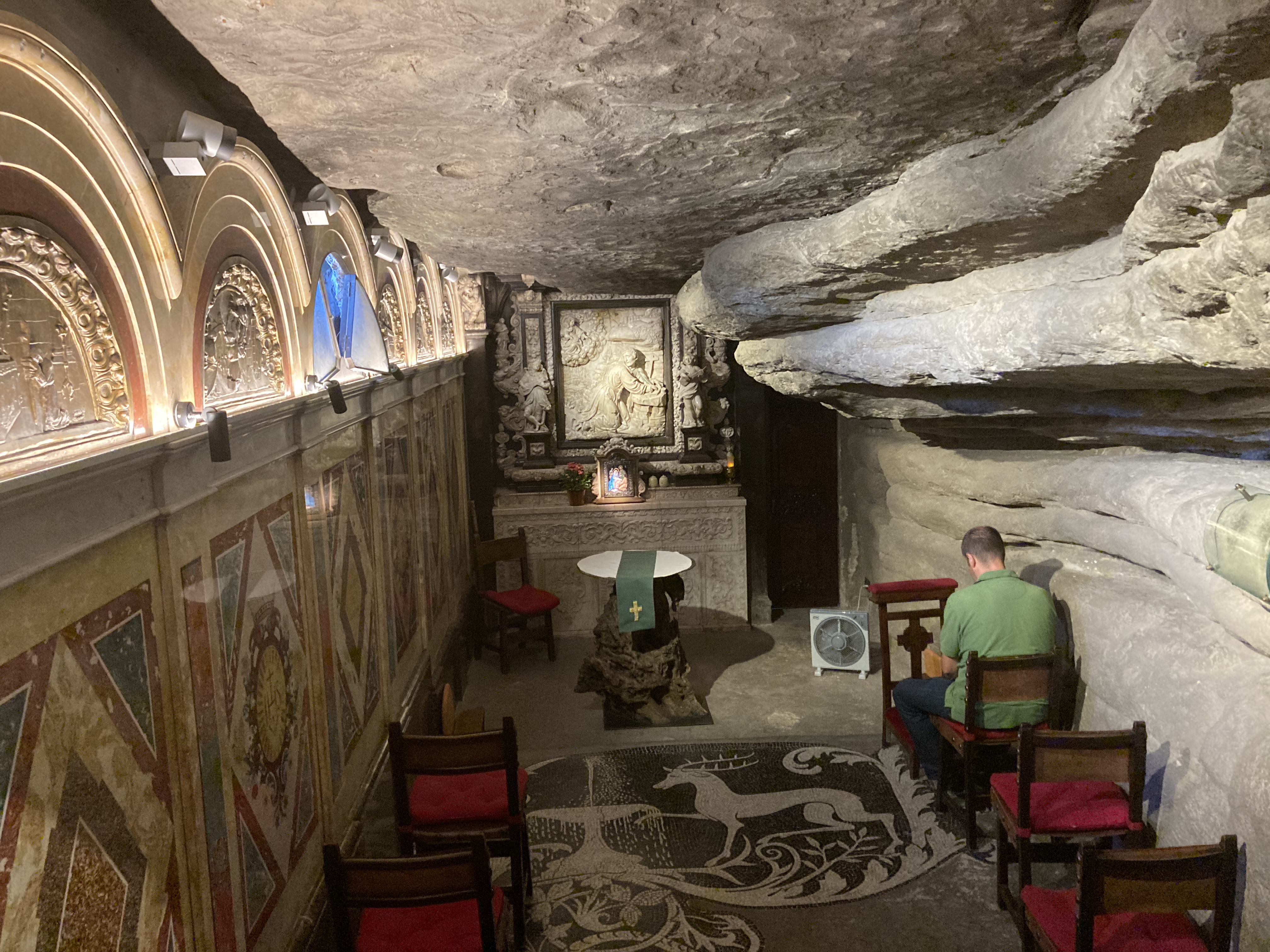
La Cova de Sant Ignasi en una imatge del 2022.

L'actual edifici substitueix una modesta casa del segle xvii on vivia la Companyia. Adossat pel costat occidental de l'església, és un gran casalici eclèctic, vuitcentista, amb façanes de composició regular i simètrica i finestres i balcons d'esquema vertical de quatre pisos d'alçada. Actualment l'interior està molt reformat. Fet amb pedra arenisca.

## Galeria d'imatges

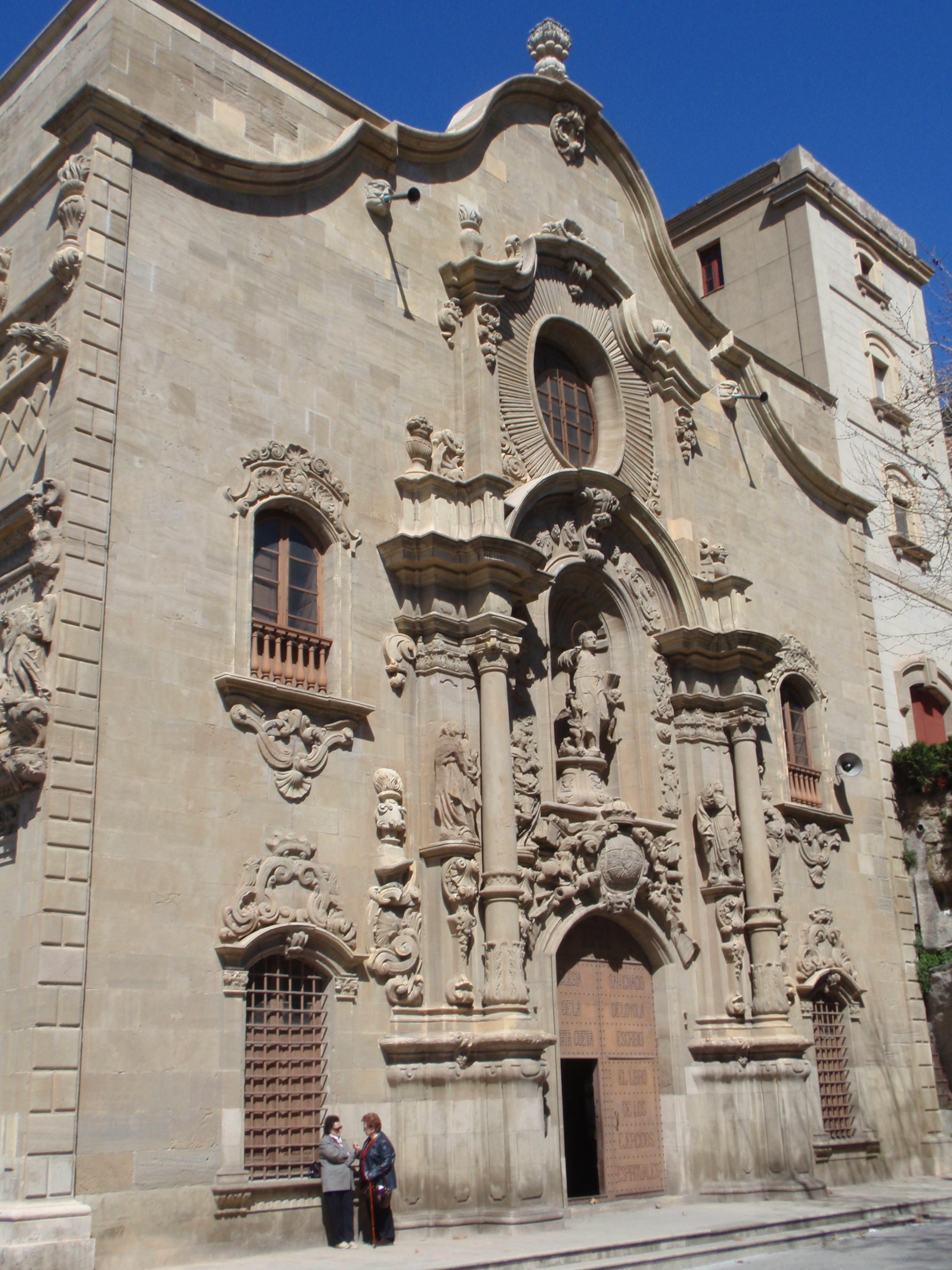
Façana de l'església, d'estil barroc
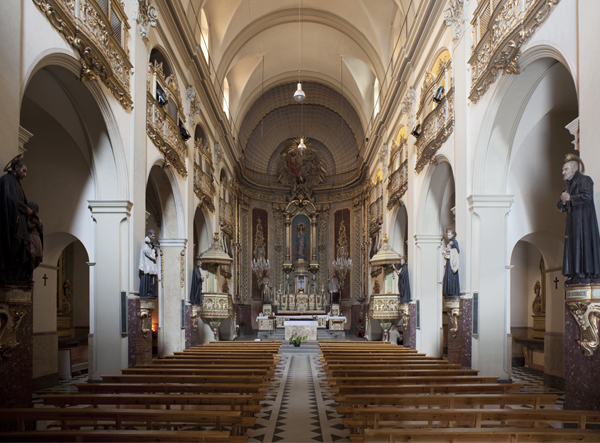
Interior de l'església
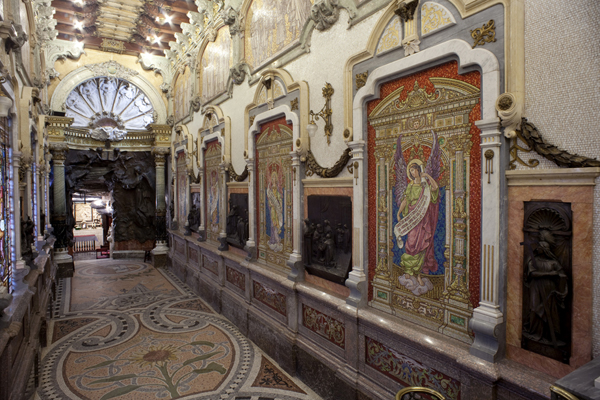
Mosaics de l'avantcova
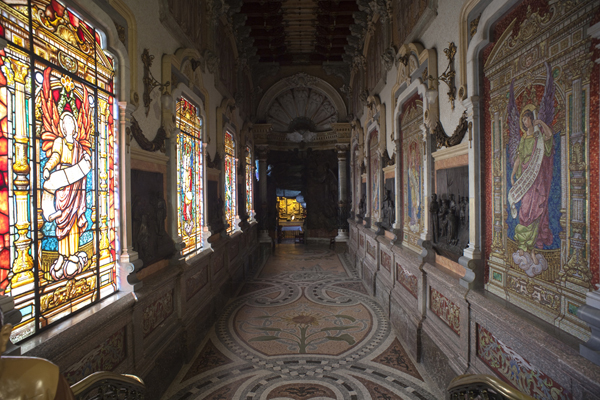
Vitralls de l'avantcova, obra dels tallers Maumejean
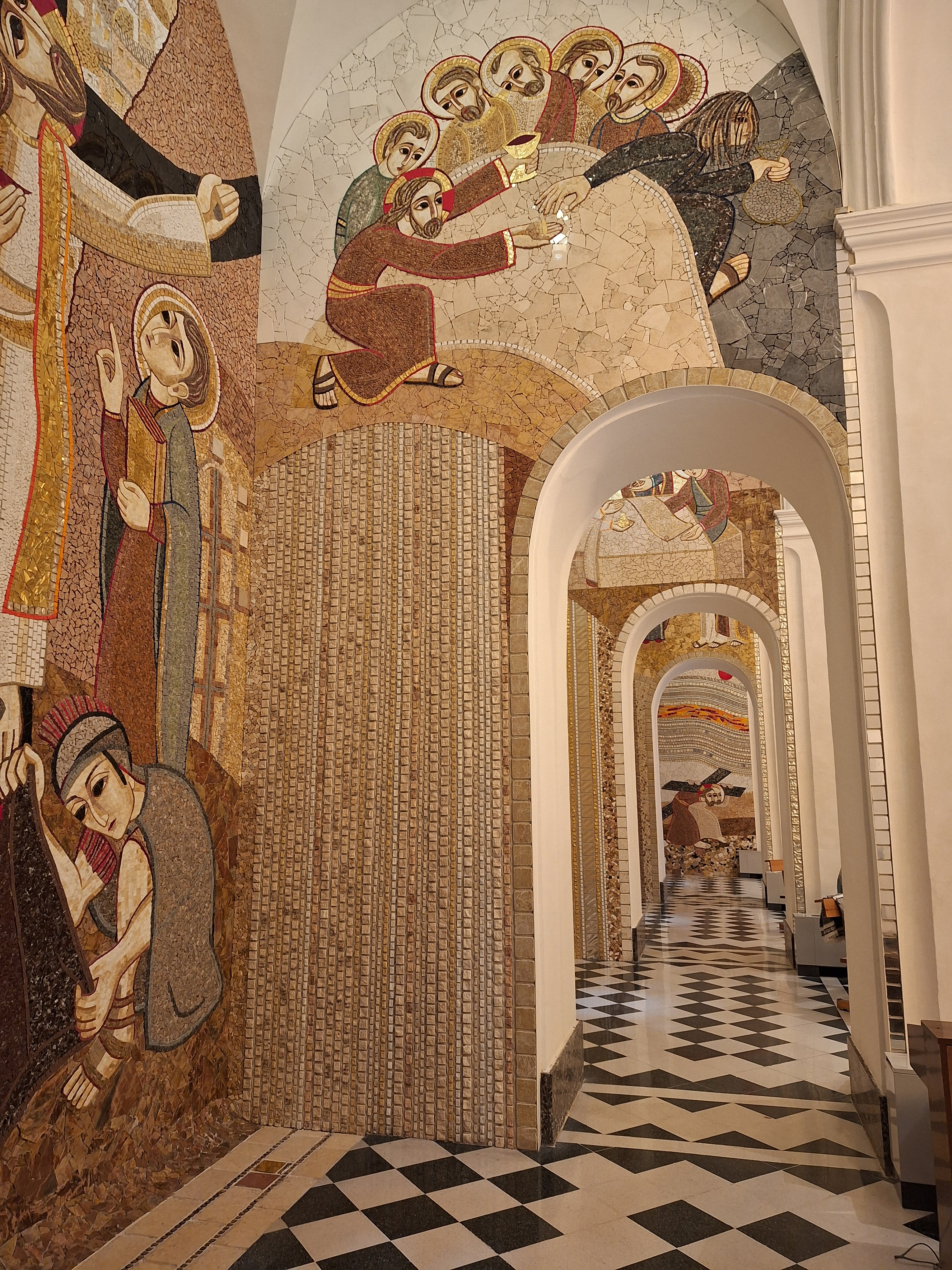
Naus laterals de l'església amb els mosaics realitzats per Marco Rupnik